# 台湾・澎湖・金門・馬祖独立関税地域
台湾・澎湖・金門・馬祖独立関税地域（たいわん ほうこ きんもん ばそ どくりつ かんぜい ちいき、繁体字中国語: 臺澎金馬個別關稅領域、英語: The Separate Customs Territory of Taiwan, Penghu, Kinmen and Matsu）とは、中華民国が実効支配する地域である台湾地区（台湾、澎湖諸島、金門島、馬祖島）により構成される個別の関税地域。
中国語の「臺澎金馬個別關稅領域」をそのまま日本語で「台澎金馬個別関税領域」とも呼ぶ。日本・外務省の公式な訳は「台湾、澎湖諸島、金門及び馬祖から成る独立の関税地域」。これは、マルチチップ集積回路に対する無税待遇の付与に関する協定（平成18年条約第5号）における外務省訳のものである。

## 由来
1947年、中華民国はGATTの締約国となったが、中国本土の支配を失ったため義務を果たせなくなり1950年脱退、アルバニア決議により中華民国は国際機関から締め出されていた。
GATTへの再加盟のためには第三十三条にある締約国との同意が必要なため実効支配している地域としての加盟で合意、1990年「台湾・澎湖・金門・馬祖独立関税地域」として加盟申請し1992年にオブザーバー資格を得た。
WTO発足でオブザーバーである台澎金馬地域も編入、その後加盟申請を行い2002年にWTOに加盟した。

## WTOモデル
中華民国を台澎金馬としてWTOに加盟したやり方をWTOモデルと呼ぶ。
このやり方を使用したケースはWTO以外にはニュージーランドとの自由貿易協定、シンガポールとのEPA、TPP11での加盟申請がある。